# Granica grecko-turecka
Granica grecko-turecka – granica międzypaństwowa o długości 206 kilometrów, oddzielająca terytoria Grecji (członka Unii Europejskiej) i Turcji. Jest to zewnętrzna granica Unii Europejskiej.

## Przebieg

Przebieg granicy na Bałkanach

Początek granicy to trójstyk granic Bułgarii, Grecji oraz Turcji nad rzeką Marica, na północny zachód od tureckiego miasta Edirne (Adrianopol). Następnie granica biegnie korytem rzeki Marica na południowy zachód, do jej ujścia do Zatoki Enos (Morze Trackie).

## Historia
Obecny przebieg granicy  ustalony został traktatem w Lozannie (24 lipca 1923), po przegranej przez Grecję wojnie z Turcją. Wojna ta spowodowana była nieuznaniem przez Turcję granicy z Grecją ustaloną traktatem sewrskim (10 sierpnia 1920).